# 神崎南ランプ
神崎南ランプ（かんざきみなみランプ）は、兵庫県神崎郡神河町にある播但連絡道路のランプ。
播但連絡道路は当初、区間毎の均一料金制であったため、神崎南本線料金所が併設されていたが、2000年の全線開通を期に対距離料金制（通行券方式）に変わったことから廃止された。

## 接続する道路
- 直接接続
  - 県道8号加美宍粟線
- 間接接続
  - 国道312号

## 周辺
- グリーンエコー笠形
- 峰山高原
- 砥峰高原

## 隣接するランプ
E95 播但連絡道路
(10) 市川北ランプ - (11) 神崎南ランプ - (12) 神崎北ランプ